# 陶栄
陶榮株式会社（とうえい）は、愛知県常滑市小鈴谷に本社を置く、タイル・陶管製造販売会社。1930年から1974年まで衛生陶器(便器)も製造していた。

## 概要
1886年(明治19年)に常滑町(現在の常滑市)に、タイルなどを製造する陶榮株式会社が設立された。その後、衛生陶器や陶管などを製造販売していたが、オイルショックの影響で製造を中止し、近年ではタイルや多孔陶管、環境部品を製造するメーカーとして営業している。

## 沿革
- 1886年6月21日(明治19年) - 陶榮株式会社、設立[1][2]。
- 1887年(明治20年) - 陶榮窯、築釜[2]。
- 1895年9月(明治28年) - 愛知県知多郡常滑町1139番戸に本社を移転[2]。
- 1898年(明治31年) - 登窯(2基)、築釜。
- 1899年(明治32年) - 電話用陶製単孔管の製造を開始[2]。
- 1910年(明治43年) - 平地窯、築釜[2]。
- 1918年(大正7年) - 建築用タイルの製造を開始[1]。
- 1920年10月27日(大正9年) - 工場部門を子会社化させ、常滑製陶株式会社を設立[2]。
- 1926年10月(大正15年) - 常滑製陶株式会社[注釈 1]が解散し、親会社が吸収[2]。
- 1929年(昭和4年) - 磁器による便器の研究を開始[2]。
- 1930年(昭和5年) - 磁器による衛生陶器の生産を開始[2]。
- 1933年(昭和8年) - 白磁による便器の製造販売を開始[2]。
- 1939年(昭和14年) - 青磁による便器の製造販売を開始[2]。
- 1947年(昭和22年) - 衛生陶器の製造を開始[2]。
- 1950年(昭和25年) - 陶管JIS表示許可工場となる[2]。
- 1963年(昭和38年) - 水洗便器の生産を開始[2]。
- 1966年4月(昭和41年) - 衛生陶器JIS表示許可工場となる[2]。
- 1974年10月(昭和49年) - オイルショックの影響により、衛生陶器の製造を中止する[2]。
- 1978年7月(昭和53年) - 建築陶器の製造を開始。
- 1979年4月(昭和54年) - オイルショックの影響で陶管の製造を中止する[2]。
- 1985年(昭和60年) - 陶器類の営業部門を閉鎖[2]。
- 1991年(平成3年) - 本社工場を移転[1]。
- 1993年(平成5年) - 多孔陶管の製造を開始[1]。
- 2003年(平成15年) - テラコッタルーパーの製造を開始[1]。